# التطور المعماري للطرف الشرقي من الكاتدرائيات في إنجلترا وفرنسا

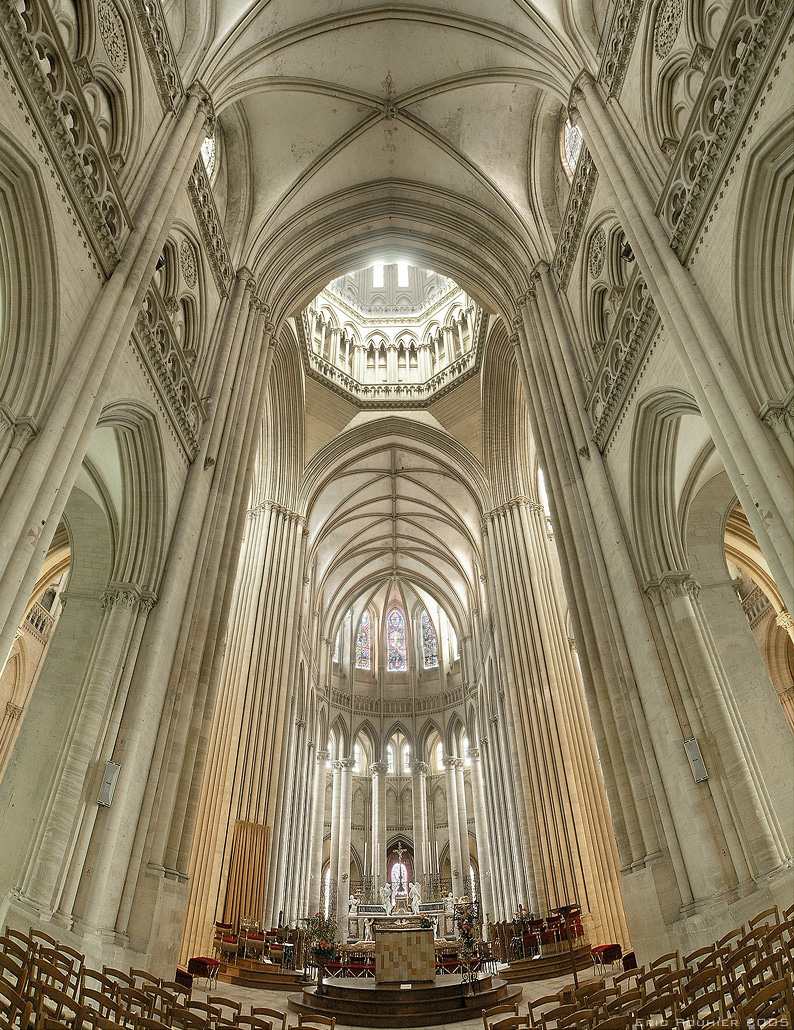

تشترك الكنائس الأكبر حجمًا من العصور الوسطى في فرنسا وإنجلترا، والكاتدرائيات والأديرة في الكثير من الجوانب المعمارية والتوجه الشرقي الغربي، والتركيز الخارجي على الواجهة الغربية وأبوابها، والتصميمات الداخلية المتطاولة والمقوسة والأسطح المقباة العالية والنوافذ ذات الزجاج الملون. يحتوي الطرف الشرقي من المبنى على الحرم والمذبح.
يُعد الطرف الشرقي من الكاتدرائية الطرف الذي يُظهر أكبر تنوع وأكبر تغيير. تتناول هذه المقالة الطريقة التي تغير به الطرف الشرقي في الكاتدرائيات الإنجليزية والأوروبية الغربية منذ منتصف القرن الحادي عشر وحتى نهاية القرن الرابع عشر.

## التطور في الطرف الشرقي للكاتدرائية
يُعد التطور الذي أُحدث في كنيسة إدوارد المعترف في وستمنستر أول تطور للطرف الشرقي من الكاتدرائيات، وربما اقتُرض هذا التطوير من الكنيسة القديمة لسانت مارتن في تور، وقد عُثر في هذه الكنيسة التي يعود تاريخها إلى القرن العاشر على عنصرين جديدين:
- العنصر الحامل لرواق مكان الجوقة يحيط بحنية دائرية لتوفير ممر عرضي حول الطرف الشرقي من الكنيسة.
- خمسة مصليات صغيرة تشكل نواة حنية الكنيسة، والتي شكلت النهايات الشرقية للكاتدرائيات الفرنسين في القرنين الثاني عشر والثالث عشر.

## في إنجلترا

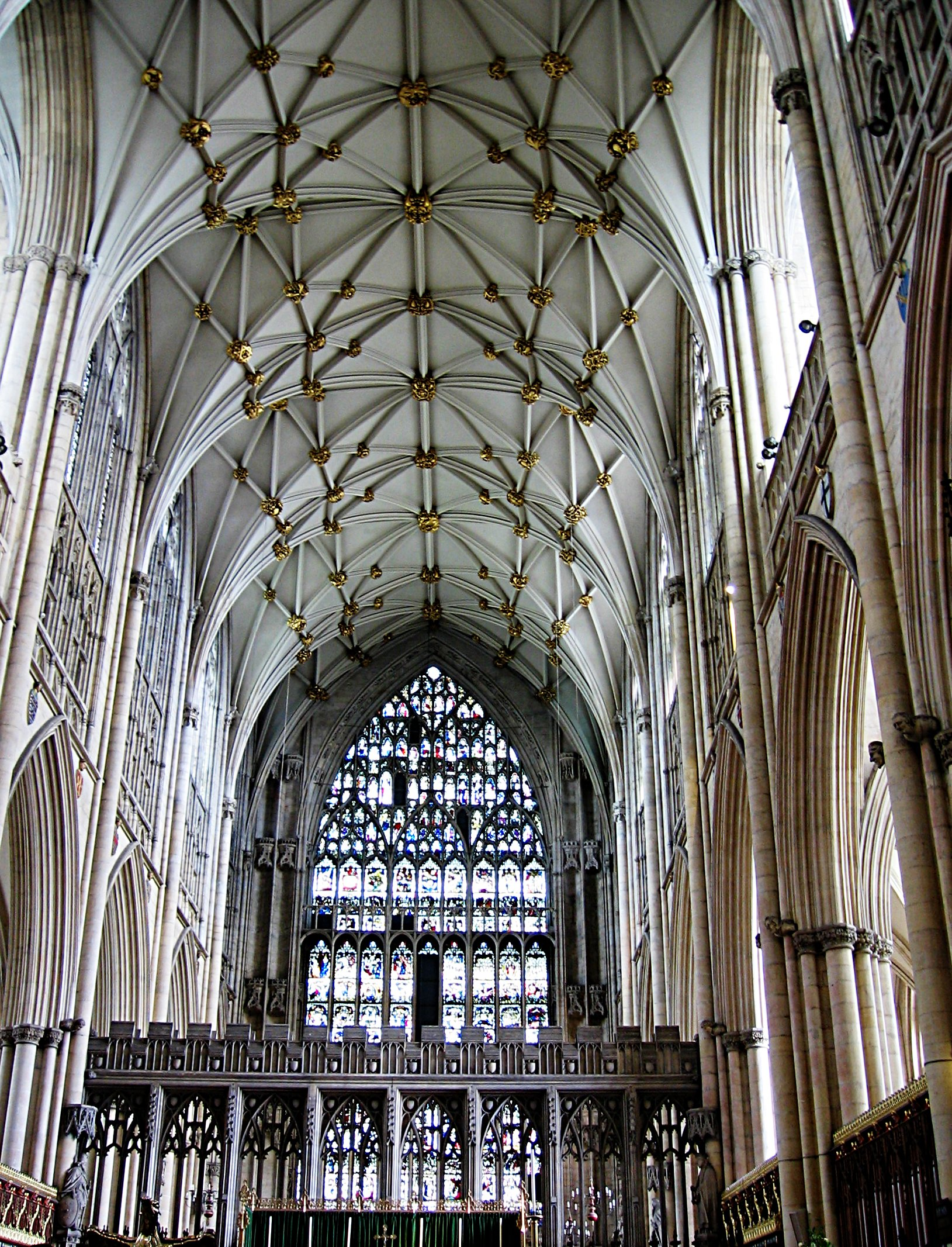
كاتدرائية يورك.

احتوت كاتدرائية غلوسيستر (1089) أيضًا على ثلاث مصليات، اثنان منها يقعان على الجانبين الشمالي والجنوبي من الممر، وهي ما تزال قائمة. عُثر على نفس الشيء في كاتدرائية كانتربري (1096- 1107) وكاتدرائية نورويتش (1089- 1119)، وقد أُزيل المصلى الخلفي في جميع الحالات الثلاث لإفساح المجال لمصلى السيدة في غلوسيستر ونورويتشوكنيسة الثالوث في كانتربري.
يُقال إن الممر نصف الدائري كان موجودًا في كاتدرائية وينشستر الأنجلو نورمانية، ولكن الطرف الشرقي كن مربع الشكل، وجرى ترتيب مصليين في كل من الطرفين الشمالي والجنوبي، ومصلى قبوي وراء الجدار الشرقي. كان هذا الممر التشكيلي نصف الدائري مع المصليات ذات الحنيات هو الشكل المفضل للمخطط في الكاتدرائيات الأنجلو رومانية، وقد اتُبعت حتى منتصف القرن الثاني عشر تقريبًا، عندما عاد البناؤون الإنجليز في بعض الحالات إلى الطرف الشرقي ذو الشكل المربع بدلًا من الانتهاء على شكل نصف دائرة قبوية. يُعد دير رومزي (نحو، 1130)، حيث تتقاطع المواكب خلف الكاهن، إذ توجد مصليات شرقية قبوية في محور ممر الكاهن ومصلى صغير مركزي مستطيل الشكل خلفها.
عُثر على ترتيب مماثل في كاتدرائية هيرفورد وفي وينشستر وسالزبوري ودورهام والبانز وإكستر وإيلي وويلز وكاندرائية بيتربورو، باستثناء أنه في تلك الحالات (بصرف النظر عن ويلز) تكون المصليات الشرقية مربعة الشكل، في كاتدرائية ويلز، يمتلك المصلى الذي يقع في أقصى الشرق (مصلى السيدة) نهاية متعددة الأضلاع، وفي كاتدرائية دورهام، تقع المصليات كلها على صف واحد مشكلة مصلى المذابح، والتي ربما جاء تصميمها من الطرف الشرقي في دير النوافير.
في بعض التصاميم المذكورة أعلاه، عُدل التصميم الأصلي أثناء عمليات إعادة البناء، ولكن في كل من كاتدرائية ألبانو ودورهام ويورك وإكستر، لم يكن هناك رواق بل ثلاثة أبراج متوازية، وكانت في بعض الحالات مستطيلة من الخارج. لم تمتلك كل ساوثويل وروتشستر وإيلي، على ممر متقاطع أو رواق يحيط بالنهاية، لم يكن هناك مصليات شرقية في كارلايل وامتلكت أكسفورد حنية مركزية واحدة.